# دگرشکل‌های کربن

هشت دگرشکل از کربن: الف) الماس ب) گرافیت ج) lonsdaleite د) C_{60} فولرن باکمینستر هـ) C_{540} fullerite و)C70 ز) کربن آمورفو ح) نانولوله‌های کربنی تک جداره

کربن به خاطر لایه ظرفیت خود، قادر است تا شکلهای گوناگونی از دگرشکلها مانند الماس و گرافیت را تولید نماید. در دهه‌های اخیر بسیاری از دگرشکلها و اشکال گوناگون از کربن کشف شده‌است از جمله این موارد اشکال کروی مانند فولرن باکمینستر و ورقه‌هایی مانند گرافین است. در مقیاس بزرگتر می‌توان به سازه‌های کربنی همچون نانولوله‌ها نانوجوانه‌ها و نانوروبان‌ها اشاره داشت. شکلهای غیرمعمول دیگر از کربن در درجه حرارت بسیار بالا یا فشارهای شدید وجود دارند. در زمان حاضر حدود ۵۰۰ دگرشکل از کربن شناخته شده با توجه به SACADA
پایگاه داده شناخته شده‌است.

## الماس
الماس یک دگرشکل شناخته شده از کربن است. سختی بالا و همچنین میزان پراکندگی نور بالا موجب مفید بودن آن را برای مصارف صنعتی و جواهرسازی مطلوب می‌سازد. الماس سخت‌ترین ماده معدنی طبیعی شناخته شده‌است. هیچ ماده طبیعی شناخته شده دیگری قادر به بریدن (یا حتی خط انداختن بر روی) الماس نمی‌باشد و این کار تنها با کمک یک الماس دیگر امکان‌پذیر است.

## گرافیت
گرافیت  توسط آبراهام گوتلوب ورنر در سال ۱۷۸۹ نام گذاری شد. این کلمه از زبان یونانی و کلمهٔ (γράφειν (graphein (《ترسیم کردن/نوشتن》 برای استفاده از آن در مداد) گرفته شده‌است. گرافیت یکی از شایع‌ترین دگرشکلهای کربن است. برخلاف الماس، گرافیت یک هادی الکتریکی محسوب می‌شود؛ بنابراین می‌توان به عنوان مثال آن را در الکترودهای لامپ قوس الکتریکی به کار برد. همچنین تحت شرایط استاندارد گرافیت پایدارترین شکل از کربن است.

## گرافن
یک تک لایه از گرافیت گرافن نامیده می‌شود که دارای خواص فوق‌العاده الکتریکی، حرارتی و فیزیکی می‌باشد.